# Перенесення Нерукотворного образу Господа нашого Ісуса Христа
Перенесення образу Христа (також іноді Третій Спас) — народно-християнське свято у східних слов'ян, присвячене спогаду перенесення з Едеси до Константинополя нерукотворного образу Ісуса Христа, що припадає на 16 серпня. Це день, наступний після свята Успіння Богородиці (15 серпня).
Починаючи з 90-х років XX ст. іноді вживається також назва «Горіховий Спас», однак вона є запозиченням і новацією, не притаманною українській традиційній культурі.

## Церковне свято
Згідно зі Священним Переданням, після Хрещення в Йордані Ісус творив багато великих чудес. Слава про Христові чуда дійшла аж до Месопотамії. Важкохворий король Абгар послав до Ісуса свого художника з проханням, щоб Господь прийшов до Едеси та вилікував його. Коли б Ісус не зміг прийти, то просив, щоб художник хоч намалював Його портрет.
Митець намагався намалювати Ісуса, але не зміг, бо Христове лице сяяло потужним світлом. Тоді Ісус притулив полотно до Свого обличчя, яке чудесно відбилося на ньому. Цей нерукотворний образ художник привіз Абгарові, який одразу видужав і навернувся зі своїми підданими до Христової віри. Згодом він помістив цей образ на воротах Едеси, щоб люди вшановували його. За правління грецького імператора Костянтина Багрянородного образ, при якому діялися численні чуда, був урочисто перенесений з Едеси до Царгорода.

## Українська традиція
Науковці вважають традиції святкування «Горіхового Спаса» новаціями, не притаманними українській культурі та запозиченими з російської. Так, доктор історичних наук і професор Валентина Борисенко стверджує: «У 1990-х роках, ознайомившись з етнографічною літературою, не дочитавшись, що в ній описано, аматори від етнографії придумали кілька Спасів — горіховий, яблучний, медовий. Але це з розряду фантазій. У народі був один Спас — 6 серпня. Лише дуже локально часом свято Маковія 1 серпня називали малим Спасом». Святкувати ж саме «горіховий Спас», «Спас на полотні», «хлібний Спас» (16 серпня) із різноманітними обрядами — це російська, а не українська традиція. Ані В. Скуратівський, ані О. Воропай не згадують жодних українських обрядів цього дня, лише назву «післясвято Успіння».